# Tambi Larsen
Tambi Larsen (* 11. September 1914 in Bangalore, Indien; † 24. März 2001 in Hollywood, Kalifornien), eigentlich Johannes Larsen, war ein US-amerikanischer Filmarchitekt mit dänischen Wurzeln.

## Leben
Larsen wurde als Sohn eines dänischen Missionars in Indien geboren, wo er auch aufwuchs und zunächst auch die Schule besuchte, die er später in Dänemark abschloss. Im Alter von 20 Jahren emigrierte er in die Vereinigten Staaten, wo er die Yale Drama School besuchte. 1941 heiratete er eine US-Amerikanerin und nahm zwei Jahre später die US-amerikanische Staatsbürgerschaft an. Während des Zweiten Weltkriegs war er für das Büro für Kriegsberichterstattung beim Radiosender Voice of America als Nachrichtensprecher tätig. Nach Kriegsende zog er mit seiner Familie nach Hollywood, wo er Mitte der 1950er Jahre eine Anstellung bei Paramount Pictures erhielt. Zunächst arbeitete er häufig mit Jerry Lewis; zwischen 1954 und 1964 entstanden sechs gemeinsame Filme.
Bereits für seinen vierten Spielfilm, Daniel Manns Drama Die tätowierte Rose mit Burt Lancaster, erhielt er 1956 den Oscar. In den 1960er Jahren wurde er zwei weitere Male für den Oscar nominiert, für den Western Der Wildeste unter Tausend und den Thriller Der Spion, der aus der Kälte kam. Nach einer weiteren Oscar-Nominierung 1971 für das Geschichtsdrama Verflucht bis zum jüngsten Tag arbeitete Larsen zweimal mit Clint Eastwood, Die letzten beißen die Hunde und Der Texaner. Sein letzter Film war Michael Ciminos Spätwestern Heaven’s Gate – Das Tor zum Himmel, der kommerziell zu den größten Flops der Kinogeschichte zählt, für welchen er jedoch erneut für den Oscar nominiert wurde. Danach zog er sich ins Privatleben zurück.

## Filmografie (Auswahl)
- 1955: Der Agentenschreck (Artists and Models)
- 1955: Die tätowierte Rose (The Rose Tattoo)
- 1957: Wild ist der Wind (Wild Is the Wind)
- 1959: Fünf Pennies
- 1960: Verrat auf Befehl (The Counterfeit Traitor)
- 1961: In angenehmer Gesellschaft (The Pleasure of His Company)
- 1963: Der Wildeste unter Tausend (Hud)
- 1964: Der Tölpel vom Dienst (The Disorderly Orderly)
- 1964: Ein Goldfisch an der Leine (Man's Favorite Sport?)
- 1965: Der Spion, der aus der Kälte kam (The Spy Who Came in from the Cold)
- 1966: Nevada Smith
- 1970: Verflucht bis zum jüngsten Tag (The Molly Maguires)
- 1972: Das war Roy Bean (The Life and Times of Judge Roy Bean)
- 1974: Die letzten beißen die Hunde (Thunderbolt and Lightfoot)
- 1975: Nevada Pass (Breakheart Pass)
- 1976: Der Texaner (The Outlaw Josey Wales)
- 1977: Mohammed – Der Gesandte Gottes (The Message)
- 1978: Das Geheimnis des blinden Meisters (Circle of Iron)
- 1980: Heaven’s Gate – Das Tor zum Himmel (Heaven’s Gate)

## Auszeichnungen
- 1956: Oscar für Die tätowierte Rose
- 1964: Oscar-Nominierung für Der Wildeste unter Tausend
- 1966: Oscar-Nominierung für Der Spion, der aus der Kälte kam
- 1967: British Film Academy Award für Der Spion, der aus der Kälte kam
- 1971: Oscar-Nominierung für Verflucht bis zum jüngsten Tag
- 1982: Oscar-Nominierung für Heaven’s Gate – Das Tor zum Himmel